# Agustín Gajate
Agustín Gajate Vidriales (Arrasate, 23 marzo 1958) è un ex calciatore spagnolo di ruolo difensore.

## Caratteristiche tecniche
Giocava come difensore centrale.

## Carriera

### Club
Cresciuto nella Real Sociedad dall'età di 12 anni, esordì in Primera División spagnola il 1 gennaio 1978, in casa del Valencia, guadagnandosi da subito un posto nei titolari dell'allenatore José Antonio Irulegui.
Nella stagione successiva, con l'arrivo di Alberto Ormaetxea sulla panchina basca, continuò a essere impiegato con regolarità.
Nella stagione 1979-1980 la Real Sociedad arrivò al secondo posto in campionato, battendo il record di imbattibilità nella Liga spagnola, con 32 partite senza subire sconfitte.
La Real Sociedad riuscì a vincere il suo primo campionato nel 1981, e a ripetere il trionfo nella stagione successiva. Tuttavia, Gajate fu impiegato solo 5 volte in queste due stagioni. Ebbe problemi con gli infortuni, riportando una rottura del tendine dell'adduttore sinistro e, in seguito, anche dell'adduttore destro. Il suo ruolo al centro della difesa fu preso da Alberto Górriz, il quale, una volta che Gajate si riprese dagli infortuni, diventò il suo compagno di reparto.
Riconquistò un posto in squadra a partire dalla stagione 1982-1983. In quell'anno i baschi raggiunsero le semifinali di Coppa dei Campioni, contro l'Amburgo. All'andata, in Germania, Gajate segnò il gol del definitivo 1-1. Al ritorno i tedeschi si imposero per 2-1, guadagnando l'accesso alla finale, poi vinta contro la Juventus.
Nel 1986-1987 vinse la Copa del Rey, battendo l'Atlético Madrid in finale, giocando da titolare.
Gajate continuò a vestire la maglia della Real Sociedad per tutta la carriera. Si ritirò nel 1992 in seguito a una stagione complicata dagli infortuni, in cui subì prima uno strappo muscolare e in seguito una tendinite al ginocchio. Fu l'allenatore John Toshack a consigliargli di rescindere il contratto e ritirarsi.
Con un totale di 469 presenze e 18 gol totali, arrivò a essere il settimo giocatore con più presenze nella storia del club.

### Nazionale
Gajate vanta 3 presenze con la Nazionale Under-21, nel 1978.
Fu convocato da José Santamaría per i Giochi Olimpici di Mosca 1980. La Spagna venne eliminata ai gironi.

## Palmarès

### Competizioni nazionali
- Primera División spagnola: 2

Real Sociedad: 1980-1981, 1981-1982
- Supercoppa di Spagna: 1

Real Sociedad: 1982
- Coppa di Spagna: 1

Real Sociedad: 1986-1987